# La Tigresse (film, 1929)
Pour les articles homonymes, voir La Tigresse.
Pour plus de détails, voir Fiche technique et Distribution.
La Tigresse (Tiger Rose) est un film américain en noir et blanc réalisé par George Fitzmaurice, sorti en 1929. Il s'agit du remake du film muet éponyme de 1923. 
Le film est considéré comme perdu.

## Synopsis
La jeune et fougueuse Rose est courtisée par tous les hommes d'un quartier canadien. Elle est également aimée par le sergent Devlin de la Police montée du Nord-Ouest. Rose, cependant, n'a des sentiments que pour le cheminot Bruce ; il vient pour l'emmener avec lui à la grande ville. Le Dr Cusick tentant d'empêcher Rose de partir, Bruce le tue. Après le meurtre, une poursuite s'ensuit au cours de laquelle le sergent Devlin capture Bruce mais lui rend finalement la liberté à cause de son amour pour Rose.

## Fiche technique
- Titre français : La Tigresse
- Titre original : Tiger Rose
- Réalisation : George Fitzmaurice
- Scénario : Gordon Rigby, Harvey F. Thew, De Leon Anthony (sous-titres), d'après la pièce Tiger Rose de Willard Mack (1917)
- Société de production et de distribution : Warner Bros.
- Photographie : Tony Gaudio
- Montage : Thomas Pratt
- Son : Harvey Cunningham
- Pays de production : États-Unis
- Langue d'origine : Anglais
- Format : noir & blanc - Aspect Ratio: 1.37:1 - Son : Mono (Vitaphone)
- Lieu de tournage : Lake Arrowhead ; Forêt nationale de San Bernardino (Californie)
- Genre : Aventure, Romance
- Durée : 63 min
- Dates de sortie : 
  - États-Unis : 21 décembre 1929
  - France : 6 février 1931

## Distribution
- Monte Blue : Devlin
- Lupe Vélez : Rose
- H. B. Warner : Dr Cusick
- Tully Marshall : Hector McCollins
- Grant Withers : Bruce
- Gaston Glass : Pierre
- Bull Montana : Joe
- Rintintin : Scotty
- Slim Summerville : Heine
- Louis Mercier : Frenchie
- Gordon Magee : Hainey
- Heinie Conklin : Gus
- Leslie Sketchley : officier de la police montée
- Fred MacMurray : un rancher (non crédité)

## Source
- La Tigresse et l'affiche française du film, sur Encyclociné